# Erateina reducta
Erateina reducta là một loài bướm đêm trong họ Geometridae.